# Église du Christ-Rédempteur de La Valette
L'église du Christ-Rédempteur - communément appelée Sagaramenti Church - est une église catholique située dans la ville de La Valette, à Malte.

## Historique
Fondée en 1692, elle est à l'origine l'église d'une école religieuse pour jeunes filles orphelines ou de familles pauvres.